# Germania ai XXIII Giochi olimpici invernali
La Germania ha partecipato ai XXIII Giochi olimpici invernali, che si sono svolti dal 9 al 28 febbraio 2018 a Pyeongchang in Corea del Sud, con una delegazione composta da 153 atleti.

## Medaglie
| Riepilogo quotidiano | Riepilogo quotidiano | Riepilogo quotidiano | Riepilogo quotidiano | Riepilogo quotidiano | Riepilogo quotidiano |
| -------------------- | -------------------- | -------------------- | -------------------- | -------------------- | -------------------- |
| Giorno               | Data                 |                      |                      |                      | Totale               |
| 1º                   | 10                   | 2                    | 0                    | 0                    | 2                    |
| 2º                   | 11                   | 1                    | 0                    | 1                    | 2                    |
| 3º                   | 12                   | 1                    | 1                    | 1                    | 3                    |
| 4º                   | 13                   | 1                    | 1                    | 0                    | 2                    |
| 5º                   | 14                   | 2                    | 0                    | 1                    | 3                    |
| 6º                   | 15                   | 2                    | 0                    | 1                    | 3                    |
| 7º                   | 16                   | 0                    | 0                    | 0                    | 0                    |
| 8º                   | 17                   | 0                    | 2                    | 0                    | 2                    |
| 9º                   | 18                   | 0                    | 1                    | 0                    | 1                    |
| 10º                  | 19                   | 1                    | 1                    | 0                    | 2                    |
| 11º                  | 20                   | 1                    | 1                    | 1                    | 3                    |
| 12º                  | 21                   | 1                    | 0                    | 0                    | 1                    |
| 13º                  | 22                   | 1                    | 0                    | 0                    | 1                    |
| 14º                  | 23                   | 0                    | 0                    | 1                    | 1                    |
| 15º                  | 24                   | 0                    | 1                    | 1                    | 2                    |
| 16º                  | 25                   | 1                    | 2                    | 0                    | 3                    |
| Totale               | Totale               | 14                   | 10                   | 7                    | 31                   |

### Medagliere per discipline
| Sport                 | Oro | Argento | Bronzo | Totale |
| --------------------- | --- | ------- | ------ | ------ |
| Biathlon              | 3   | 1       | 3      | 7      |
| Slittino              | 3   | 1       | 2      | 6      |
| Salto con gli sci     | 1   | 3       | 0      | 4      |
| Pattinaggio di figura | 1   | 0       | 0      | 1      |
| Combinata nordica     | 3   | 1       | 1      | 5      |
| Skeleton              | 0   | 1       | 0      | 1      |
| Bob                   | 3   | 1       | 0      | 4      |
| Snowboard             | 0   | 1       | 1      | 2      |
| Hockey su ghiaccio    | 0   | 1       | 0      | 1      |
| Totale                | 14  | 10      | 7      | 31     |

### Medaglie d'oro
| Medaglia | Nome                                                             | Sport                 | Evento                       |
| -------- | ---------------------------------------------------------------- | --------------------- | ---------------------------- |
| Oro      | Laura Dahlmeier                                                  | Biathlon              | 7,5 km sprint femminile      |
| Oro      | Laura Dahlmeier                                                  | Biathlon              | 10 km inseguimento femminile |
| Oro      | Arnd Peiffer                                                     | Biathlon              | 10 km sprint maschile        |
| Oro      | Eric Frenzel                                                     | Combinata nordica     | Trampolino normale           |
| Oro      | Aljona Savchenko Bruno Massot                                    | Pattinaggio di figura | Coppie                       |
| Oro      | Andreas Wellinger                                                | Salto con gli sci     | Trampolino normale maschile  |
| Oro      | Tobias Wendl Tobias Arlt                                         | Slittino              | Doppio                       |
| Oro      | Natalie Geisenberger                                             | Slittino              | Singolo femminile            |
| Oro      | Natalie Geisenberger Johannes Ludwig Tobias Wendl Tobias Arlt    | Slittino              | Gara a squadre               |
| Oro      | Francesco Friedrich / Thorsten Margis                            | Bob                   | Bob a due maschile           |
| Oro      | Johannes Rydzek                                                  | Combinata nordica     | Trampolino lungo             |
| Oro      | Mariama Jamanka / Lisa-Marie Buckwitz                            | Bob                   | Bob a due femminile          |
| Oro      | Vinzenz Geiger Fabian Rießle Eric Frenzel Johannes Rydzek        | Combinata nordica     | Gara a squadre               |
| Oro      | Francesco Friedrich Candy Bauer Martin Grothkopp Thorsten Margis | Bob                   | Bob a quattro maschile       |

### Medaglie d'argento
| Medaglia | Nome                                                        | Sport              | Evento                             |
| -------- | ----------------------------------------------------------- | ------------------ | ---------------------------------- |
| Argento  | Katharina Althaus                                           | Salto con gli sci  | Trampolino normale femminile       |
| Argento  | Dajana Eitberger                                            | Slittino           | Singolo femminile                  |
| Argento  | Andreas Wellinger                                           | Salto con gli sci  | Trampolino lungo                   |
| Argento  | Jacqueline Lölling                                          | Skeleton           | Singolo femminile                  |
| Argento  | Simon Schempp                                               | Biathlon           | Partenza in linea maschile         |
| Argento  | Karl Geiger Stephan Leyhe Richard Freitag Andreas Wellinger | Salto con gli sci  | Gara a squadre                     |
| Argento  | Fabian Rießle                                               | Combinata nordica  | Trampolino lungo                   |
| Argento  | Selina Jörg                                                 | Snowboard          | Slalom gigante parallelo femminile |
| Argento  | Nico Walther Kevin Kuske Alexander Rödiger Eric Franke      | Bob                | Bob a quattro maschile             |
| Argento  | Germania                                                    | Hockey su ghiaccio | Torneo maschile                    |

### Medaglie di bronzo
| Medaglia | Nome                                                 | Sport             | Evento                             |
| -------- | ---------------------------------------------------- | ----------------- | ---------------------------------- |
| Bronzo   | Benedikt Doll                                        | Biathlon          | 12,5 km inseguimento maschile      |
| Bronzo   | Laura Dahlmeier                                      | Biathlon          | 15 km individuale femminile        |
| Bronzo   | Toni Eggert Sascha Benecken                          | Slittino          | Doppio                             |
| Bronzo   | Johannes Ludwig                                      | Slittino          | Singolo maschile                   |
| Bronzo   | Eric Frenzel                                         | Combinata nordica | Trampolino lungo                   |
| Bronzo   | Erik Lesser Benedikt Doll Arnd Peiffer Simon Schempp | Biathlon          | Staffetta 4x7,5 km maschile        |
| Bronzo   | Ramona Theresia Hofmeister                           | Snowboard         | Slalom gigante parallelo femminile |

## Biathlon

### Femminile
La Germania ha diritto a schierare 6 atlete in seguito ad aver terminato tra le prime 5 posizioni del ranking femminile per nazioni della Coppa del Mondo di biathlon 2017.
| Gara                      | Atleta                                                               | Penalità    | Tempo d'arrivo | Posizione |
| ------------------------- | -------------------------------------------------------------------- | ----------- | -------------- | --------- |
| 7,5 km sprint             | Laura Dahlmeier                                                      | 0 (0+0)     | 21'06"2        |           |
| 7,5 km sprint             | Denise Herrmann                                                      | 2 (0+2)     | 22'25"8        | 21ª       |
| 7,5 km sprint             | Franziska Hildebrand                                                 | 1 (0+1)     | 21'59"9        | 12ª       |
| 7,5 km sprint             | Vanessa Hinz                                                         | 1 (0+1)     | 21'46"5        | 5ª        |
| 10 km inseguimento        | Laura Dahlmeier                                                      | 1 (0+1+0+0) | 30'53"3        |           |
| 10 km inseguimento        | Denise Herrmann                                                      | 2 (1+0+0+1) | 31'54"7        | 6ª        |
| 10 km inseguimento        | Franziska Hildebrand                                                 | 3 (2+1+0+0) | 32'36"5        | 12ª       |
| 10 km inseguimento        | Vanessa Hinz                                                         | 4 (1+1+2+0) | 32'41"4        | 13ª       |
| 15 km individuale         | Laura Dahlmeier                                                      | 1 (1+0+0+0) | 41'48"4        |           |
| 15 km individuale         | Maren Hammerschmidt                                                  | 3 (1+1+0+1) | 44'28"0        | 17ª       |
| 15 km individuale         | Franziska Hildebrand                                                 | 1 (0+1+0+0) | 43'38"6        | 9ª        |
| 15 km individuale         | Franziska Preuß                                                      | 0 (0+0+0+0) | 42'06"9        | 4ª        |
| 12,5 km partenza in linea | Laura Dahlmeier                                                      | 2 (1+1+0+0) | 37'10"1        | 16ª       |
| 12,5 km partenza in linea | Denise Herrmann                                                      | 2 (0+0+2+0) | 36'27"2        | 11ª       |
| 12,5 km partenza in linea | Vanessa Hinz                                                         | 4 (2+1+0+1) | 38'52"4        | 25ª       |
| 12,5 km partenza in linea | Franziska Preuß                                                      | 1 (0+0+1+0) | 36'38"9        | 12ª       |
| Staffetta 4x6 km          | Franziska Preuß Denise Herrmann Franziska Hildebrand Laura Dahlmeier | 14 (3+11)   | 1h12'57"3      | 8ª        |

### Maschile
La Germania ha diritto a schierare 6 atleti in seguito ad aver terminato tra le prime cinque posizioni del ranking maschile per nazioni della Coppa del Mondo di biathlon 2017.
| Gara                    | Atleta                                               | Penalità    | Tempo d'arrivo | Posizione |
| ----------------------- | ---------------------------------------------------- | ----------- | -------------- | --------- |
| 10 km sprint            | Benedikt Doll                                        | 1 (0+1)     | 23'56"4        | 6º        |
| 10 km sprint            | Erik Lesser                                          | 1 (0+1)     | 24'10"7        | 11º       |
| 10 km sprint            | Arnd Peiffer                                         | 0 (0+0)     | 23'38"8        |           |
| 10 km sprint            | Simon Schempp                                        | 1 (0+1)     | 24'00"2        | 7º        |
| 12,5 km inseguimento    | Benedikt Doll                                        | 1 (0+1+0+0) | 33'06"8        |           |
| 12,5 km inseguimento    | Erik Lesser                                          | 2 (0+0+1+1) | 34'27"6        | 11º       |
| 12,5 km inseguimento    | Arnd Peiffer                                         | 3 (0+0+1+2) | 34'05"8        | 8º        |
| 12,5 km inseguimento    | Simon Schempp                                        | 3 (0+0+1+2) | 33'54"4        | 5º        |
| 20 km individuale       | Erik Lesser                                          | 1 (0+1+0+0) | 49'31"1        | 9º        |
| 20 km individuale       | Johannes Kühn                                        | 6 (1+1+1+3) | 53'36"6        | 58º       |
| 20 km individuale       | Arnd Peiffer                                         | 3 (0+0+3+0) | 50'29"6        | 21º       |
| 20 km individuale       | Simon Schempp                                        | 4 (2+2+0+0) | 51'54"8        | 36º       |
| 15 km partenza in linea | Benedikt Doll                                        | 1 (0+0+1+0) | 36'06"1        | 5º        |
| 15 km partenza in linea | Erik Lesser                                          | 2 (0+0+0+2) | 35'58"9        | 4º        |
| 15 km partenza in linea | Arnd Peiffer                                         | 4 (1+0+1+2) | 36'47"5        | 13º       |
| 15 km partenza in linea | Simon Schempp                                        | 1 (0+0+0+1) | 35'47"3        |           |
| Staffetta 4x7,5 km      | Erik Lesser Benedikt Doll Arnd Peiffer Simon Schempp | 13 (3+10)   | 1h17'23"6      |           |

### Gare miste
| Gara                        | Atleti                                                | Penalità | Tempo d'arrivo | Posizione |
| --------------------------- | ----------------------------------------------------- | -------- | -------------- | --------- |
| Staffetta 2x6 km + 2x7,5 km | Vanessa Hinz Laura Dahlmeier Erik Lesser Arnd Peiffer | 8 (1+7)  | 1h09'01"5      | 4ª        |

## Bob
La Germania ha qualificato nel bob tre equipaggi per disciplina, per un totale di ventidue atleti, di cui quattordici uomini e otto donne(*).
| Gara                   | Equipaggio                                                        | 1ª manche  | 2ª manche | 3ª manche  | 4ª manche | Totale  | Posizione |
| ---------------------- | ----------------------------------------------------------------- | ---------- | --------- | ---------- | --------- | ------- | --------- |
| Bob a due femminile    | Mariama Jamanka Lisa Buckwitz                                     | 50"54      | 50"72     | 50"49      | 50"70     | 3'22"45 |           |
| Bob a due femminile    | Anna Köhler Erline Nolte                                          | 51"21      | 51"20     | 51"46      | 51"41     | 3'25"28 | 13        |
| Bob a due femminile    | Stephanie Schneider Annika Drazek                                 | 50"63      | 50"93     | 50"71      | 50"70     | 3'22"97 | 4         |
| Bob a due maschile     | Francesco Friedrich Thorsten Margis                               | 49"22      | 49"46     | 48"96 (TR) | 49"22     | 3'16"86 |           |
| Bob a due maschile     | Johannes Lochner Christopher Weber                                | 49"24      | 49"34     | 49"09      | 49"47     | 3'17"14 | 5º        |
| Bob a due maschile     | Nico Walther Christian Poser                                      | 49"12      | 49"27     | 49"32      | 49"35     | 3'17"06 | 4º        |
| Bob a quattro maschile | Francesco Friedrich Candy Bauer Martin Grothkopp Thorsten Margis  | 48"54 (TR) | 49"01     | 48"76      | 49"54     | 3'15"85 |           |
| Bob a quattro maschile | Johannes Lochner Christian Poser Christopher Weber Christian Rasp | 48"95      | 49"26     | 49"10      | 49"80     | 3'17"11 | 8         |
| Bob a quattro maschile | Nico Walther Kevin Kuske Alexander Rödiger Eric Franke            | 48"74      | 49"16     | 48"90      | 49"58     | 3'16"38 |           |

(*) Paul Krenz, Kevin Korona, Ann-Christin Strack e Lisette Thöne erano presenti come riserve.

## Combinata nordica
La Germania ha qualificato nella combinata nordica un totale di cinque atleti(*).
| Gara               | Atleta          | Salto     | Salto | Salto     | Fondo   | Fondo            | Posizione |
| Gara               | Atleta          | Lunghezza | Punti | Posizione | Tempo   | Tempo + distacco | Posizione |
| ------------------ | --------------- | --------- | ----- | --------- | ------- | ---------------- | --------- |
| Trampolino normale | Eric Frenzel    | 106,5 m   | 121,7 | 5º        | 24'15"4 | 24'51"4          |           |
| Trampolino normale | Vinzenz Geiger  | 103,5 m   | 105,4 | 13º       | 24'15"9 | 25'56"9          | 9º        |
| Trampolino normale | Fabian Rießle   | 94,5 m    | 99,9  | 16º       | 23'53"7 | 25'56"7          | 7º        |
| Trampolino normale | Johannes Rydzek | 101,0 m   | 109,1 | 11º       | 23'53"3 | 25'19"3          | 5º        |
| Trampolino lungo   | Eric Frenzel    | 136,5 m   | 132,9 | 4º        | 23'29"3 | 23'53"3          |           |
| Trampolino lungo   | Vinzenz Geiger  | 129,0 m   | 124,0 | 9º        | 23'42"6 | 24'42"6          | 7º        |
| Trampolino lungo   | Fabian Rießle   | 130,5 m   | 130,3 | 6º        | 23'18"9 | 23'52"9          |           |
| Trampolino lungo   | Johannes Rydzek | 133,5 m   | 131,2 | 5º        | 23'21"5 | 23'52"5          |           |
| Gara a squadre     | Eric Frenzel    | 137,0 m   | 464,7 | 2ª        | 46'03"8 | 46'09"8          |           |
| Gara a squadre     | Vinzenz Geiger  | 129,5 m   | 464,7 | 2ª        | 46'03"8 | 46'09"8          |           |
| Gara a squadre     | Fabian Rießle   | 127,5 m   | 464,7 | 2ª        | 46'03"8 | 46'09"8          |           |
| Gara a squadre     | Johannes Rydzek | 138,0 m   | 464,7 | 2ª        | 46'03"8 | 46'09"8          |           |

(*) Björn Kircheisen era presente ma non ha partecipato alle competizioni

## Freestyle
La Germania ha qualificato nel freestyle nove atleti, sei donne e tre uomini.

### Gobbe
| Evento    | Atleta            | Qualificazione | Qualificazione | Qualificazione | Qualificazione | Qualificazione | Qualificazione | Qualificazione | Qualificazione | Finale          | Finale          | Finale          | Finale          | Finale          | Finale          | Finale          | Finale          | Finale          | Finale          | Finale          | Finale          |                 |
| Evento    | Atleta            | Run 1          | Run 1          | Run 1          | Run 1          | Run 2          | Run 2          | Run 2          | Run 2          | Run 1           | Run 1           | Run 1           | Run 1           | Run 2           | Run 2           | Run 2           | Run 2           | Run 3           | Run 3           | Run 3           | Run 3           |                 |
| Evento    | Atleta            | Tempo          | Punti          | Totale         | Posizione      | Tempo          | Punti          | Totale         | Posizione      | Tempo           | Punti           | Totale          | Posizione       | Tempo           | Punti           | Totale          | Posizione       | Tempo           | Punti           | Totale          | Posizione       |                 |
| --------- | ----------------- | -------------- | -------------- | -------------- | -------------- | -------------- | -------------- | -------------- | -------------- | --------------- | --------------- | --------------- | --------------- | --------------- | --------------- | --------------- | --------------- | --------------- | --------------- | --------------- | --------------- | --------------- |
| Femminile | Léa Bouard        | 29"18          | 15,12          | 55,71          | 24ª            | 28"96          | 15,36          | 65,08          | 15ª            | non qualificata | non qualificata | non qualificata | non qualificata | non qualificata | non qualificata | non qualificata | non qualificata | non qualificata | non qualificata | non qualificata | non qualificata |                 |
| Femminile | Katharina Förster | 29"71          | 15,52          | 63,17          | 23ª            | 30"05          | 14,14          | 69,38          | 9ª Q           | 29"63           | 14,61           | 72,33           | 13ª             | non qualificata | non qualificata | non qualificata | non qualificata | non qualificata | non qualificata | non qualificata | non qualificata | non qualificata |

### Halfpipe
| Atleta           | Evento    | Qualificazioni | Qualificazioni | Qualificazioni | Qualificazioni | Finale | Finale | Finale | Finale   | Finale    |
| Atleta           | Evento    | Run 1          | Run 2          | Migliore       | Posizione      | Run 1  | Run 2  | Run 3  | Migliore | Posizione |
| ---------------- | --------- | -------------- | -------------- | -------------- | -------------- | ------ | ------ | ------ | -------- | --------- |
| Sabrina Cakmakli | Femminile | 81,80          | 31,40          | 81,80          | 7ª Q           | 74,20  | 57,60  | 20,40  | 74.20    | 8ª        |

### Ski cross
| Atleta            | Evento    | Qualificazioni | Qualificazioni | Ottavi di finale | Quarti di finale | Semifinali      | Finale          |
| Atleta            | Evento    | Tempo          | Posizione      | Ottavi di finale | Quarti di finale | Semifinali      | Finale          |
| ----------------- | --------- | -------------- | -------------- | ---------------- | ---------------- | --------------- | --------------- |
| Paul Eckert       | Maschile  | 1'10"06        | 10º Q          | 3º               | non qualificato  | non qualificato | non qualificato |
| Tim Hronek        | Maschile  | 1'10"27        | 20º Q          | 3º               | non qualificato  | non qualificato | non qualificato |
| Florian Wilmsmann | Maschile  | 1'10"33        | 21º Q          | 4º               | non qualificato  | non qualificato | non qualificato |
| Julia Eichinger   | Femminile | 1'17"56        | 20ª Q          | 3ª               | non qualificata  | non qualificata | non qualificata |

### Slopestyle
| Atleta     | Evento    | Qualificazioni | Qualificazioni | Qualificazioni | Qualificazioni | Finale          | Finale          | Finale          | Finale          | Finale          |
| Atleta     | Evento    | Run 1          | Run 2          | Migliore       | Posizione      | Run 1           | Run 2           | Run 3           | Migliore        | Posizione       |
| ---------- | --------- | -------------- | -------------- | -------------- | -------------- | --------------- | --------------- | --------------- | --------------- | --------------- |
| Kea Kühnel | Femminile | 19,40          | 59,60          | 59,60          | 18ª            | non qualificata | non qualificata | non qualificata | non qualificata | non qualificata |

## Hockey su ghiaccio

### Torneo maschile
La Germania ha diritto a partecipare al torneo maschile di hockey sul ghiaccio in seguito ad aver vinto il torneo preolimpico di Riga.

#### Fase a gironi - Gruppo C
| Pos. | Nazionale | Pt | G | V | VOT | POT | P | GF | GS | DR |
| ---- | --------- | -- | - | - | --- | --- | - | -- | -- | -- |
| 1.   | Svezia    | 9  | 3 | 3 | 0   | 0   | 0 | 8  | 1  | +7 |
| 2.   | Finlandia | 6  | 3 | 2 | 0   | 0   | 1 | 11 | 6  | +5 |
| 3.   | Germania  | 2  | 3 | 0 | 1   | 0   | 2 | 4  | 7  | -3 |
| 4.   | Norvegia  | 1  | 3 | 0 | 0   | 1   | 2 | 2  | 11 | -9 |

| Gangneung 15 febbraio 2018, ore 12:10 UTC+9 | Finlandia                 | 5 – 2 (2-1; 2-0; 1-1) referto | Germania | Centro hockey di Gangneung (3.695 spett.)\| Arbitri: \| Olivier Gouin Jozef Kubus \| |
| Arbitri:                                    | Olivier Gouin Jozef Kubus |                               |          |                                                                                      |

| Gangneung 16 febbraio 2018, ore 21:10 UTC+9 | Svezia                          | 1 – 0 (1-0; 0-0; 0-0) referto | Germania | Centro hockey di Kwandong (3.077 spett.)\| Arbitri: \| Timothy Mayer Konstantin Olenin \| |
| Arbitri:                                    | Timothy Mayer Konstantin Olenin |                               |          |                                                                                           |

| Gangneung 18 febbraio 2018, ore 12:10 UTC+9 | Germania                   | 2 – 1 (d.t.s.) (0-0; 1-0; 0-1; 0-0) referto | Norvegia | Centro hockey di Gangneung (5.534 spett.)\| Arbitri: \| Mark Lemelin Anssi Salonen \| |
| Arbitri:                                    | Mark Lemelin Anssi Salonen |                                             |          |                                                                                       |

#### Fase a eliminazione diretta
| Gangneung 20 febbraio 2018, ore 21:10 UTC+9 Play-off | Svizzera                | 1 – 2 (0-1; 1-0; 0-0; 0-1) referto | Germania | Centro hockey di Kwandong (2.878 spett.)\| Arbitri: \| Jan Hribik Linus Ohlund \| |
| Arbitri:                                             | Jan Hribik Linus Ohlund |                                    |          |                                                                                   |

| Gangneung 21 febbraio 2018, ore 21:10 UTC+9 Quarti di finale | Svezia                      | 3 – 4 (0-2; 0-0; 3-1; 0-1) referto | Germania | Centro hockey di Kwandong (2.092 spett.)\| Arbitri: \| Mark Lemenin Aleksi Rantala \| |
| Arbitri:                                                     | Mark Lemenin Aleksi Rantala |                                    |          |                                                                                       |

| Gangneung 23 febbraio 2018, ore 21:10 UTC+9 Semifinale | Canada                    | 3 – 4 (0-1; 1-3; 2-0) referto | Germania | Centro hockey di Gangneung (4.057 spett.)\| Arbitri: \| Jozef Kubus Timothy Mayer \| |
| Arbitri:                                               | Jozef Kubus Timothy Mayer |                               |          |                                                                                      |

| Gangneung 25 febbraio 2018, ore 13:10 UTC+9 Finale | Atleti Olimpici dalla Russia | 4 – 3 (1-0; 0-1; 2-2; 1-0) referto | Germania | Centro hockey di Gangneung (5075 spett.)\| Arbitri: \| Mark Lemenin Aleksi Rantala \| |
| Arbitri:                                           | Mark Lemenin Aleksi Rantala  |                                    |          |                                                                                       |

## Pattinaggio di figura
La Germania ha qualificato nel pattinaggio di figura sei atleti, tre uomini e tre donne, in seguito ai Campionati mondiali di pattinaggio di figura 2017.
In seguito al 2017 CS Nebelhorn Trophy la Germania ha qualificato altri due atleti, portando la delegazione del pattinaggio di figura ad un numero complessivo di otto atleti, quattro uomini e quattro donne.
| Gara      | Atleta                        | Programma corto | Programma corto | Programma libero | Programma libero | Totale | Totale    |
| Gara      | Atleta                        | Punti           | Posizione       | Punti            | Posizione        | Punti  | Posizione |
| --------- | ----------------------------- | --------------- | --------------- | ---------------- | ---------------- | ------ | --------- |
| Maschile  | Paul Fentz                    | 74,73           | 24º Q           | 139,82           | 22º              | 214,55 | 22º       |
| Femminile | Nicole Schott                 | 59,20           | 14ª Q           | 109,26           | 17ª              | 168,46 | 18ª       |
| Coppie    | Annika Hocke Ruben Blommaert  | 63,04           | 16ª Q           | 108,94           | 16ª              | 171,98 | 16ª       |
| Coppie    | Aliona Savchenko Bruno Massot | 76,59           | 4ª Q            | 159,31           | 1ª               | 235,90 |           |
| Danza     | Kavita Lorenz Joti Polizoakis | 59,99           | 17ª Q           | 90,50            | 16ª              | 150,49 | 16ª       |

Gara a squadre
| Gara   | Atleti                          | Programma corto | Programma corto | Programma libero | Programma libero | Totale | Totale    |
| Gara   | Atleti                          | Punti           | Posizione       | Punti            | Posizione        | Punti  | Posizione |
| ------ | ------------------------------- | --------------- | --------------- | ---------------- | ---------------- | ------ | --------- |
| Uomini | Paul Fentz                      | 2               | 9º              | non qualificati  | non qualificati  | 16     | 7ª        |
| Donne  | Nicole Schott                   | 3               | 8ª              | non qualificati  | non qualificati  | 16     | 7ª        |
| Coppie | Aliona Savchenko / Bruno Massot | 8               | 3ª              | non qualificati  | non qualificati  | 16     | 7ª        |
| Danza  | Kavita Lorenz / Joti Polizoakis | 3               | 8ª              | non qualificati  | non qualificati  | 16     | 7ª        |

## Pattinaggio di velocità

### Uomini
| Gara    | Atleta            | Tempo    | Posizione |
| ------- | ----------------- | -------- | --------- |
| 500 m   | Joel Dufter       | 35"506   | 29º       |
| 500 m   | Nico Ihle         | 34"89    | 8º        |
| 1000 m  | Joel Dufter       | 1'09"46  | 14º       |
| 1000 m  | Nico Ihle         | 1'08"93  | 8º        |
| 5000 m  | Patrick Beckert   | 6'17"91  | 10º       |
| 5000 m  | Moritz Geisreiter | 6'18"34  | 12º       |
| 10000 m | Patrick Beckert   | 13'01"94 | 7º        |
| 10000 m | Moritz Geisreiter | 13'06"35 | 9º        |

### Donne
| Gara   | Atleta                 | Tempo   | Posizione |
| ------ | ---------------------- | ------- | --------- |
| 500 m  | Judith Dannhauer       | 38"534  | 16ª       |
| 1000 m | Judith Dannhauer       | 1'17"41 | 26ª       |
| 1000 m | Gabriele Hirschbichler | 1'16"03 | 15ª       |
| 1000 m | Michelle Uhrig         | 1'20"81 | 31ª       |
| 1500 m | Roxanne Dufter         | 2'00"33 | 24ª       |
| 1500 m | Gabriele Hirschbichler | 1'58"24 | 12ª       |
| 3000 m | Roxanne Dufter         | 4'16"87 | 23ª       |
| 3000 m | Claudia Pechstein      | 4'04"49 | 9ª        |
| 5000 m | Claudia Pechstein      | 7'05"43 | 8ª        |

| Gara                   | Atleti                                                  | Quarti di finale | Semifinali      | Finale C       | Pos. |
| Gara                   | Atleti                                                  | Avversario       | Avversario      | Avversario     | Pos. |
| ---------------------- | ------------------------------------------------------- | ---------------- | --------------- | -------------- | ---- |
| Inseguimento a squadre | Roxanne Dufter Gabriele Hirschbichler Claudia Pechstein | Canada P 3'02"65 | non qualificati | Cina P 3'04"67 | 6ª   |

| Gara       | Atleta            | Semifinali | Semifinali | Semifinali | Finale | Finale  | Finale |
| Gara       | Atleta            | Punti      | Tempo      | Pos.       | Punti  | Tempo   | Pos.   |
| ---------- | ----------------- | ---------- | ---------- | ---------- | ------ | ------- | ------ |
| Mass start | Claudia Pechstein | 5          | 8'35"59    | 4ª Q       | 0      | 8'41"45 | 13ª    |

## Salto con gli sci
La Germania ha qualificato nel salto con gli sci nove atleti, quattro donne e cinque uomini.

### Donne
| Gara               | Atleta            | Primo salto | Primo salto | Primo salto | Secondo salto | Secondo salto | Secondo salto | Punti totali | Posizione |
| Gara               | Atleta            | Lunghezza   | Punti       | Pos.        | Lunghezza     | Punti         | Pos.          | Punti totali | Posizione |
| ------------------ | ----------------- | ----------- | ----------- | ----------- | ------------- | ------------- | ------------- | ------------ | --------- |
| Trampolino normale | Katharina Althaus | 106,5 m     | 123,2       | 2ª          | 106,0 m       | 129,4         | 2ª            | 252,6        |           |
| Trampolino normale | Juliane Seyfarth  | 102,5 m     | 108,3       | 8ª          | 90,0 m        | 86,0          | 17ª           | 194,3        | 10ª       |
| Trampolino normale | Ramona Straub     | 98,5 m      | 104,4       | 10ª         | 98,5 m        | 106,1         | 8ª            | 210,5        | 8ª        |
| Trampolino normale | Carina Vogt       | 97,0 m      | 108,6       | 6ª          | 101,5 m       | 119,3         | 4ª            | 227,9        | 5ª        |

### Uomini
| Gara               | Atleta                                                      | Qualificazioni | Qualificazioni | Qualificazioni | Finale                          | Finale      | Finale      | Finale                  | Finale        | Finale        | Finale       | Finale    |
| Gara               | Atleta                                                      | Qualificazioni | Qualificazioni | Qualificazioni | Primo salto                     | Primo salto | Primo salto | Secondo salto           | Secondo salto | Secondo salto | Punti totali | Posizione |
| Gara               | Atleta                                                      | Lunghezza      | Punti          | Pos.           | Lunghezza                       | Punti       | Pos.        | Lunghezza               | Punti         | Pos.          | Punti totali | Posizione |
| ------------------ | ----------------------------------------------------------- | -------------- | -------------- | -------------- | ------------------------------- | ----------- | ----------- | ----------------------- | ------------- | ------------- | ------------ | --------- |
| Trampolino normale | Markus Eisenbichler                                         | 102,5 m        | 127,7          | 6º Q           | 106,0 m                         | 121,6       | 7º          | 106,5 m                 | 118,6         | 9º            | 240,2        | 8º        |
| Trampolino normale | Richard Freitag                                             | 102,0 m        | 129,1          | 4º Q           | 106,0 m                         | 125,5       | 4º          | 102,5 m                 | 114,5         | 13º           | 240,0        | 9º        |
| Trampolino normale | Karl Geiger                                                 | 102,0 m        | 125,5          | 7º Q           | 103,5 m                         | 120,3       | 8º          | 105,0 m                 | 116,4         | 12º           | 236,7        | 10º       |
| Trampolino normale | Andreas Wellinger                                           | 103,0 m        | 133,5          | 1º Q           | 104,5 m                         | 124,9       | 5º          | 113,5 m                 | 134,4         | 1º            | 259,3        |           |
| Trampolino lungo   | Markus Eisenbichler                                         | 135,0 m        | 123,6          | 9º Q           | 130,0 m                         | 128,7       | 16º         | 130,5 m                 | 126,7         | 10º           | 255,4        | 14º       |
| Trampolino lungo   | Richard Freitag                                             | 130,0 m        | 116,8          | 13º Q          | 130,0 m                         | 131,5       | 11º         | 127,5 m                 | 128,5         | 8º            | 260,0        | 9º        |
| Trampolino lungo   | Karl Geiger                                                 | 130,5 m        | 117,7          | 12º Q          | 132,0 m                         | 129,5       | 14º         | 137,5 m                 | 138,1         | 5º            | 267,6        | 7º        |
| Trampolino lungo   | Andreas Wellinger                                           | 135,0 m        | 127,1          | 4º Q           | 135,5 m                         | 138,8       | 3º          | 142,0 m                 | 143,5         | 2º            | 282,3        |           |
| Gara a squadre     | Karl Geiger Stephan Leyhe Richard Freitag Andreas Wellinger | N.D.           | N.D.           | N.D.           | 136,0 m 128,0 m 134,5 m 140,0 m | 543,9       | 2ª          | 134,0 m 129,0 m 134,5 m | 531,8         | 2ª            | 1075,7       |           |

## Sci alpino

### Donne
| Gara            | Atleta              | Tempo              | Tempo              | Tempo              | Posizione |
| Gara            | Atleta              | 1ª manche          | 2ª manche          | Totale             | Posizione |
| --------------- | ------------------- | ------------------ | ------------------ | ------------------ | --------- |
| Slalom speciale | Lena Dürr           | DNF                | DNF                | DNF                | DNF       |
| Slalom speciale | Christina Geiger    | 51"44              | DNF                | DNF                | DNF       |
| Slalom speciale | Marina Wallner      | 51"12              | 50"98              | 1'42"10            | 29ª       |
| Slalom gigante  | Viktoria Rebensburg | 1'11"45            | 1'09"15            | 2'20"60            | 4ª        |
| Gara            | Atleta              | Tempo unica manche | Tempo unica manche | Tempo unica manche | Posizione |
| Supergigante    | Viktoria Rebensburg | 1'21"62            | 1'21"62            | 1'21"62            | 10ª       |
| Supergigante    | Kira Weidle         | DNF                | DNF                | DNF                | DNF       |
| Discesa libera  | Viktoria Rebensburg | 1'40"64            | 1'40"64            | 1'40"64            | 9ª        |
| Discesa libera  | Kira Weidle         | 1'41"01            | 1'41"01            | 1'41"01            | 11ª       |

### Uomini
| Gara            | Atleta           | Tempo              | Tempo              | Tempo              | Posizione |
| Gara            | Atleta           | 1ª manche          | 2ª manche          | Totale             | Posizione |
| --------------- | ---------------- | ------------------ | ------------------ | ------------------ | --------- |
| Slalom speciale | Fritz Dopfer     | 49"79              | 51"48              | 1'41"27            | 20º       |
| Slalom speciale | Linus Straßer    | DNF                | DNF                | DNF                | DNF       |
| Slalom gigante  | Fritz Dopfer     | 1'10"69            | 1'11"38            | 2'22"07            | 26º       |
| Slalom gigante  | Alexander Schmid | DNF                | DNF                | DNF                | DNF       |
| Slalom gigante  | Linus Straßer    | 1'11"54            | 1'10"13            | 2'21"67            | 22º       |
| Combinata       | Thomas Dreßen    | 1'19"24            | 49"72              | 2'08"96            | 9º        |
| Combinata       | Josef Ferstl     | 1'21"95            | DNS                | DNS                | DNS       |
| Combinata       | Andreas Sander   | 1'21"68            | DNS                | DNS                | DNS       |
| Combinata       | Linus Straßer    | 1'22"03            | DNF                | DNF                | DNF       |
| Gara            | Atleta           | Tempo unica manche | Tempo unica manche | Tempo unica manche | Posizione |
| Supergigante    | Thomas Dreßen    | 1'25"51            | 1'25"51            | 1'25"51            | 12º       |
| Supergigante    | Josef Ferstl     | 1'26"81            | 1'26"81            | 1'26"81            | 27º       |
| Supergigante    | Andreas Sander   | 1'25"21            | 1'25"21            | 1'25"21            | 8º        |
| Discesa libera  | Thomas Dreßen    | 1'41"03            | 1'41"03            | 1'41"03            | 5º        |
| Discesa libera  | Josef Ferstl     | 1'42"98            | 1'42"98            | 1'42"98            | 25º       |
| Discesa libera  | Andreas Sander   | 1'41"62            | 1'41"62            | 1'41"62            | 10º       |

### Misto
| Gara           | Atleti                                                  | Ottavi di finale | Quarti di finale | Semifinali      | Finale          |
| -------------- | ------------------------------------------------------- | ---------------- | ---------------- | --------------- | --------------- |
| Gara a squadre | Alexander Schmid Linus Straßer Lena Dürr Marina Wallner | Slovacchia V 2-2 | Svizzera P 2-2   | non qualificati | non qualificati |

## Sci di fondo

### Donne
| Evento                 | Atleta                                                         | Qualificazioni | Qualificazioni | Quarti di finale | Quarti di finale | Semifinali      | Semifinali      | Finale          | Finale          |
| Evento                 | Atleta                                                         | Tempo          | Pos.           | Tempo            | Pos.             | Tempo           | Pos.            | Tempo           | Pos.            |
| ---------------------- | -------------------------------------------------------------- | -------------- | -------------- | ---------------- | ---------------- | --------------- | --------------- | --------------- | --------------- |
| Sprint                 | Katharina Hennig                                               | 3'22"64        | 25ª Q          | 3'19"55          | 6ª               | non qualificata | non qualificata | non qualificata | non qualificata |
| Sprint                 | Hanna Kolb                                                     | 3'27"84        | 36ª            | non qualificata  | non qualificata  | non qualificata | non qualificata | non qualificata | non qualificata |
| Sprint                 | Sandra Ringwald                                                | 3'18"43        | 16ª Q          | 3'13"76          | 3ª               | non qualificata | non qualificata | non qualificata | non qualificata |
| Sprint                 | Elisabeth Schicho                                              | 3'23"26        | 26ª Q          | 3'24"26          | 6ª               | non qualificata | non qualificata | non qualificata | non qualificata |
| Sprint a squadre       | Nicole Fessel Sandra Ringwald                                  | N.D.           | N.D.           | N.D.             | N.D.             | 16'51"67        | 4ª Q            | 17'06"57        | 10ª             |
| Evento                 | Atleta                                                         | Tempo          | Tempo          | Tempo            | Distacco         | Distacco        | Distacco        | Posizione       | Posizione       |
| 10 km tecnica libera   | Stefanie Böhler                                                | 27'21"8        | 27'21"8        | 27'21"8          | +2'21"3          | +2'21"3         | +2'21"3         | 25ª             | 25ª             |
| 10 km tecnica libera   | Victoria Carl                                                  | 27'04"6        | 27'04"6        | 27'04"6          | +2'04"1          | +2'04"1         | +2'04"1         | 19ª             | 19ª             |
| 10 km tecnica libera   | Sandra Ringwald                                                | 27'24"7        | 27'24"7        | 27'24"7          | +2'24"2          | +2'24"2         | +2'24"2         | 26ª             | 26ª             |
| 30 km tecnica classica | Stefanie Böhler                                                | 1h28'42"2      | 1h28'42"2      | 1h28'42"2        | +6'24"6          | +6'24"6         | +6'24"6         | 16ª             | 16ª             |
| 30 km tecnica classica | Victoria Carl                                                  | 1h32'42"4      | 1h32'42"4      | 1h32'42"4        | +10'24"8         | +10'24"8        | +10'24"8        | 25ª             | 25ª             |
| 30 km tecnica classica | Katharina Hennig                                               | 1h29'48"9      | 1h29'48"9      | 1h29'48"9        | +7'31"3          | +7'31"3         | +7'31"3         | 19ª             | 19ª             |
| Skiathlon              | Stefanie Böhler                                                | 43'02"6        | 43'02"6        | 43'02"6          | +2'17"7          | +2'17"7         | +2'17"7         | 25ª             | 25ª             |
| Skiathlon              | Victoria Carl                                                  | 42'54"4        | 42'54"4        | 42'54"4          | +2'09"5          | +2'09"5         | +2'09"5         | 20ª             | 20ª             |
| Skiathlon              | Nicole Fessel                                                  | DNS            | DNS            | DNS              | DNS              | DNS             | DNS             | DNS             | DNS             |
| Skiathlon              | Katharina Hennig                                               | 43'00"2        | 43'00"2        | 43'00"2          | +2'15"3          | +2'15"3         | +2'15"3         | 22ª             | 22ª             |
| Staffetta 4x5 km       | Stefanie Böhler Victoria Carl Katharina Hennig Sandra Ringwald | 53'13"7        | 53'13"7        | 53'13"7          | +1'49"4          | +1'49"4         | +1'49"4         | 6ª              | 6ª              |

### Uomini
| Evento                 | Atleta                                           | Qualificazioni | Qualificazioni | Quarti di finale | Quarti di finale | Semifinali      | Semifinali      | Finale          | Finale          |
| Evento                 | Atleta                                           | Tempo          | Pos.           | Tempo            | Pos.             | Tempo           | Pos.            | Tempo           | Pos.            |
| ---------------------- | ------------------------------------------------ | -------------- | -------------- | ---------------- | ---------------- | --------------- | --------------- | --------------- | --------------- |
| Sprint                 | Thomas Bing                                      | 3'16"66        | 22º Q          | 3'18"64          | 3º               | non qualificato | non qualificato | non qualificato | non qualificato |
| Sprint                 | Sebastian Eisenlauer                             | 3'15"06        | 16º Q          | 3'16"22          | 6º               | non qualificato | non qualificato | non qualificato | non qualificato |
| Sprint a squadre       | Thomas Bing Sebastian Eisenlauer                 | N.D.           | N.D.           | N.D.             | N.D.             | 16'00"55        | 3º Q            | 16'42"20        | 10º             |
| Evento                 | Atleta                                           | Tempo          | Tempo          | Tempo            | Distacco         | Distacco        | Distacco        | Posizione       | Posizione       |
| 15 km tecnica libera   | Lucas Bögl                                       | 35'04"7        | 35'04"7        | 35'04"7          | +1'20"8          | +1'20"8         | +1'20"8         | 15º             | 15º             |
| 15 km tecnica libera   | Sebastian Eisenlauer                             | 36'03"8        | 36'03"8        | 36'03"8          | +2'19"9          | +2'19"9         | +2'19"9         | 32º             | 32º             |
| 15 km tecnica libera   | Andreas Katz                                     | 35'38"3        | 35'38"3        | 35'38"3          | +1'54"4          | +1'54"4         | +1'54"4         | 25º             | 25º             |
| 50 km tecnica classica | Thomas Bing                                      | 2h18'41"1      | 2h18'41"1      | 2h18'41"1        | +10'19"0         | +10'19"0        | +10'19"0        | 30º             | 30º             |
| 50 km tecnica classica | Lucas Bögl                                       | 2h23'42"8      | 2h23'42"8      | 2h23'42"8        | +15'20"7         | +15'20"7        | +15'20"7        | 46º             | 46º             |
| 50 km tecnica classica | Jonas Dobler                                     | DNF            | DNF            | DNF              | DNF              | DNF             | DNF             | DNF             | DNF             |
| 50 km tecnica classica | Andreas Katz                                     | 2h13'32"3      | 2h13'32"3      | 2h13'32"3        | +5'10"2          | +5'10"2         | +5'10"2         | 14º             | 14º             |
| Skiathlon              | Thomas Bing                                      | 1h17'03"7      | 1h17'03"7      | 1h17'03"7        | +43"7            | +43"7           | +43"7           | 11º             | 11º             |
| Skiathlon              | Lucas Bögl                                       | 1h17'19"9      | 1h17'19"9      | 1h17'19"9        | +59"9            | +59"9           | +59"9           | 16º             | 16º             |
| Skiathlon              | Jonas Dobler                                     | 1h17'56"6      | 1h17'56"6      | 1h17'56"6        | +1'36"6          | +1'36"6         | +1'36"6         | 22º             | 22º             |
| Skiathlon              | Andreas Katz                                     | 1h19'49"2      | 1h19'49"2      | 1h19'49"2        | +3'29"2          | +3'29"2         | +3'29"2         | 35º             | 35º             |
| Staffetta 4x10 km      | Thomas Bing Lucas Bögl Jonas Dobler Andreas Katz | 1h35'13"1      | 1h35'13"1      | 1h35'13"1        | +2'08"2          | +2'08"2         | +2'08"2         | 6º              | 6º              |

## Short track
La Germania ha qualificato nello short track due atlete.

### Donne
| Gara   | Atleta        | Batteria | Batteria | Quarto di finale | Quarto di finale | Semifinale      | Semifinale      | Finale          | Finale          |                 |
| Gara   | Atleta        | Tempo    | Pos.     | Tempo            | Pos.             | Tempo           | Pos.            | Tempo           | Pos.            |                 |
| ------ | ------------- | -------- | -------- | ---------------- | ---------------- | --------------- | --------------- | --------------- | --------------- | --------------- |
| 500 m  | Anna Seidel   | 43"742   | 2ª Q     | 44"325           | 4ª               | non qualificata | non qualificata | non qualificata | non qualificata |                 |
| 500 m  | Bianca Walter | 43"541   | 3ª       | non qualificata  | non qualificata  | non qualificata | non qualificata | non qualificata | non qualificata |                 |
| 1000 m | Anna Seidel   | PEN      | PEN      | non qualificata  | non qualificata  | non qualificata | non qualificata | non qualificata | non qualificata |                 |
| 1000 m | Bianca Walter | 1'36"128 | 3ª ADV   | 1'31"085         | 5ª               | non qualificata | non qualificata | non qualificata | non qualificata |                 |
| 1500 m | Anna Seidel   | 2'56"976 | 5ª ADV   | N.D.             | N.D.             | 3'00"658        | 6ª              | non qualificata | non qualificata |                 |
| 1500 m | Bianca Walter | 2'30"819 | 5ª       | N.D.             | N.D.             | 2'24"171        | non qualificata | non qualificata | non qualificata | non qualificata |

## Skeleton
La Germania ha qualificato nello skeleton sei atleti, tre uomini e tre donne.
| Gara              | Atleta               | 1ª manche | 2ª manche | 3ª manche | 4ª manche | Totale  | Posizione |
| ----------------- | -------------------- | --------- | --------- | --------- | --------- | ------- | --------- |
| Singolo femminile | Anna Fernstädt       | 51"99     | 52"17     | 51"88     | 52"00     | 3'28"04 | 6ª        |
| Singolo femminile | Tina Hermann         | 51"98     | 52"31     | 51"83     | 51"86     | 3'27"98 | 5ª        |
| Singolo femminile | Jacqueline Lölling   | 51"74     | 52"12     | 52"04     | 51"83     | 3'27"73 |           |
| Singolo maschile  | Alexander Gassner    | 51"05     | 51"08     | 51"04     | 50"93     | 3'24"10 | 9º        |
| Singolo maschile  | Christopher Grotheer | 51"05     | 51"06     | 51"01     | 50"93     | 3'24"05 | 8º        |
| Singolo maschile  | Axel Jungk           | 50"77     | 51"01     | 50"83     | 50"99     | 3'23"60 | 7º        |

## Slittino
La Germania ha qualificato nello slittino un totale di dieci atleti: tre nel singolo uomini, tre nel singolo donne e quattro nel doppio, ottenendo così anche l'ammissione nella gara a squadre.
| Gara              | Atleta                                                        | 1ª manche            | 2ª manche            | 3ª manche          | 4ª manche     | Totale        | Posizione |
| ----------------- | ------------------------------------------------------------- | -------------------- | -------------------- | ------------------ | ------------- | ------------- | --------- |
| Singolo femminile | Dajana Eitberger                                              | 46"381               | 46"193               | 46"577             | 46"448        | 3'05"599      |           |
| Singolo femminile | Natalie Geisenberger                                          | 46"245               | 46"209               | 46"280             | 46"498        | 3'05"232      |           |
| Singolo femminile | Tatjana Hüfner                                                | 46"322               | 46"339               | 46"392             | 46"660        | 3'05"713      | 4ª        |
| Singolo maschile  | Andi Langenhan                                                | 48"083               | 47"850               | 47"630             | 47"870        | 3'11"433      | 10º       |
| Singolo maschile  | Felix Loch                                                    | 47"674               | 47"625               | 47"560             | 48"109        | 3'10"968      | 5º        |
| Singolo maschile  | Johannes Ludwig                                               | 47"764               | 47"940               | 47"625             | 47"603        | 3'10"932      |           |
| Gara              | Atleta                                                        | 1ª manche            | 1ª manche            | 2ª manche          | 2ª manche     | Totale        | Posizione |
| Doppio            | Toni Eggert Sascha Benecken                                   | 45"931               | 45"931               | 46"056             | 46"056        | 1'31"987      |           |
| Doppio            | Tobias Wendl Tobias Arlt                                      | 45"820 (TR)          | 45"820 (TR)          | 45"877             | 45"877        | 1'31"697      |           |
| Gara              | Atleta                                                        | 1ª frazione sing. f. | 2ª frazione sing. m. | 3ª frazione doppio | Totale        | Totale        | Posizione |
| Gara a squadre    | Natalie Geisenberger Johannes Ludwig Tobias Wendl Tobias Arlt | 46"870               | 48"822               | 48"825             | 2'24"517 (TR) | 2'24"517 (TR) |           |

## Snowboard
La Germania ha qualificato nello snowboard un totale di tredici atleti, sette uomini e sei donne.

### Freestyle
| Gara                 | Atleta              | Qualificazioni | Qualificazioni | Qualificazioni | Qualificazioni | Finale          | Finale          | Finale          | Finale          | Finale          |                 |
| Gara                 | Atleta              | Prova 1        | Prova 2        | Migliore       | Posizione      | Prova 1         | Prova 2         | Prova 3         | Migliore        | Posizione       |                 |
| -------------------- | ------------------- | -------------- | -------------- | -------------- | -------------- | --------------- | --------------- | --------------- | --------------- | --------------- | --------------- |
| Slopestyle femminile | Silvia Mittermüller | CAN            | CAN            | CAN            | CAN            | 1,00            | DNS             | CAN             | 1,00            | 26ª             |                 |
| Halfpipe maschile    | Johannes Höpfl      | 53,25          | 59,50          | 59,50          | 23º            | non qualificato | non qualificato | non qualificato | non qualificato | non qualificato | non qualificato |

### Parallelo
| Gara                               | Atleta              | Qualificazioni | Qualificazioni | Ottavo di finale      | Quarto di finale    | Semifinale         | Finale               |
| Gara                               | Atleta              | Tempo          | Pos.           | Avversario            | Avversario          | Avversario         | Avversario           |
| ---------------------------------- | ------------------- | -------------- | -------------- | --------------------- | ------------------- | ------------------ | -------------------- |
| Slalom gigante parallelo femminile | Ramona Hofmeister   | 1'31"98        | 5ª Q           | L. Jenny V DNF        | I. Meschik V -0"78  | E. Ledecká P DNF   | A. Zavarzina V -4"07 |
| Slalom gigante parallelo femminile | Selina Jörg         | 1'30"27        | 3ª Q           | E. Tudegeševa V -0"65 | T. Takeuchi V -0"62 | A. Zavarzina V DNF | E. Ledecká P +0"46   |
| Slalom gigante parallelo femminile | Carolin Langenhorst | 1'31"58        | 4ª Q           | I. Meschik P +0"02    | non qualificata     | non qualificata    | non qualificata      |
| Slalom gigante parallelo femminile | Anke Karstens       | 1'34"70        | 21ª            | non qualificata       | non qualificata     | non qualificata    | non qualificata      |
| Slalom gigante parallelo maschile  | Stefan Baumeister   | 1'25"37        | 7º Q           | S. Kislinger V -0"22  | Ž. Košir P +3"07    | non qualificato    | non qualificato      |
| Slalom gigante parallelo maschile  | Alexander Bergmann  | 1'29"25        | 31º            | non qualificato       | non qualificato     | non qualificato    | non qualificato      |
| Slalom gigante parallelo maschile  | Patrick Bussler     | 1'26"77        | 25º            | non qualificato       | non qualificato     | non qualificato    | non qualificato      |

### Cross
| Gara                      | Atleta           | Qualificazioni | Qualificazioni | Ottavo di finale | Quarto di finale | Semifinale      | Finale          |
| Gara                      | Atleta           | Tempo          | Posizione      | Ottavo di finale | Quarto di finale | Semifinale      | Finale          |
| ------------------------- | ---------------- | -------------- | -------------- | ---------------- | ---------------- | --------------- | --------------- |
| Snowboard cross femminile | Jana Fischer     | 1'22"92        | 22ª Q          | N.D.             | 4ª               | non qualificata | non qualificata |
| Snowboard cross maschile  | Paul Berg        | 1'14"39        | 14º Q          | 2º Q             | DNF              | non qualificato | non qualificato |
| Snowboard cross maschile  | Martin Nörl      | 1'14"12        | 7º Q           | 1º Q             | 1º Q             | 4º QB           | 2º              |
| Snowboard cross maschile  | Konstantin Schad | 1'15"73        | 33º Q          | 4º               | non qualificato  | non qualificato | non qualificato |